# Christian Haas
Christian Haas (* 22. srpna 1958) je bývalý západoněmecký atlet, běžec, sprinter.
Na mistrovství Evropy v roce 1982 byl členem bronzové západoněmecké štafety na 4 × 100 metrů. O rok později obsadil šesté místo ve finále běhu na 100 metrů na premiérovém ročníku mistrovství světa v atletice. V sezóně 1983 si rovněž vytvořil svůj osobní rekord na této trati časem 10,16 s. V roce 1984 se stal halovým mistrem Evropy v běhu na 60 metrů.